# Expressão cultural

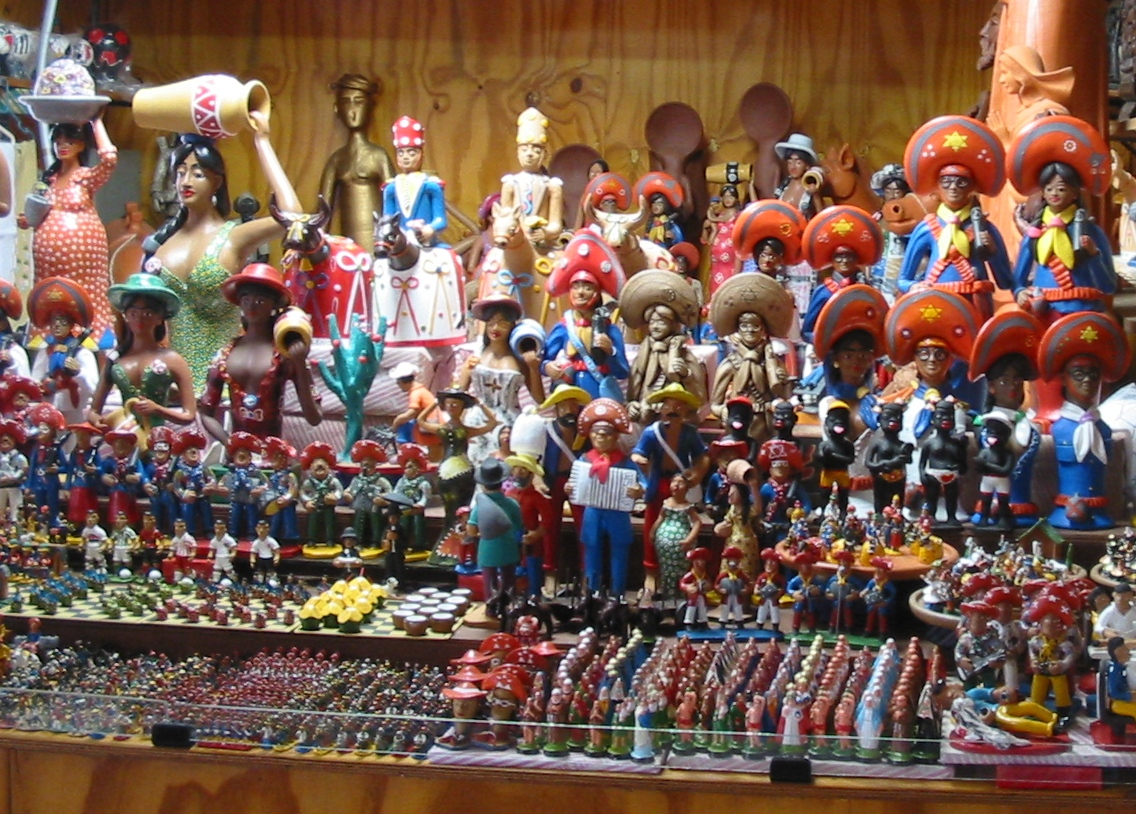
Artesanato de Caruaru, no Brasil.

Expressão cultural é a maneira como pessoas ou grupos difundem determinado conhecimento ou cultura utilizando atividades e manifestações de cunho artístico e que tenham um significado simbólico para a identidade de sua esfera.
De forma geral, são exemplos de expressões as artes visuais, a dança, festas populares, a música e o teatro típicos de um determinado povo. Em outubro de 2005, foi aprovada a Convenção sobre a Proteção e Promoção da Diversidade das Expressões Culturais, durante a 33ª Conferência Geral da Unesco em Paris, versando ações para a manutenção dessas manifestações.